# Melanie B

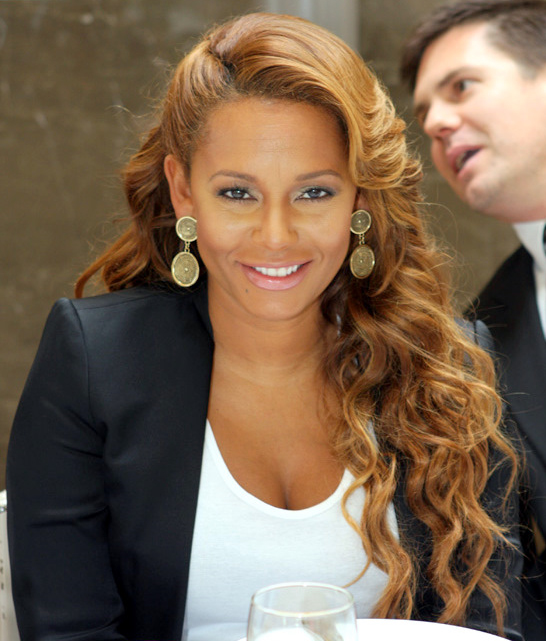
Melanie B, 2011

Melanie Janine Brown, MBE (* 29. Mai 1975 in Leeds, England), auch bekannt als Melanie B oder Mel B, ist eine britische Sängerin und Schauspielerin. Sie war Mitglied der Popmusikgruppe Spice Girls und trug dort den Spitznamen Scary Spice (‚Die Unheimliche‘). Ihr Vater stammte aus dem Karibikstaat St. Kitts und Nevis.

## Leben
Nach dem Ende der Spice Girls erschien im Jahre 2000 ihr erstes Soloalbum Hot. Diesem folgte 2005 das zweite Soloalbum L. A. State of Mind. Die CD floppte jedoch, was u. a. vermutlich auch an der fehlenden Promotion lag: Lediglich 670 Exemplare des Albums, das laut Eigendarstellung als Dankeschön an die Fans eingespielt wurde, verkauften sich in der ersten Woche nach Veröffentlichung in Großbritannien. Damit erreichte die CD den 453. Platz der britischen Albumverkäufe. Hot schaffte es seinerzeit immerhin auf Platz 28 der Hitliste.

## Schauspielkarriere
Bereits vor ihrer Spice-Girls-Zeit hatte Melanie Brown drei Auftritte in der englischen Drama-Serie Coronation Street. 1997 spielte sie sich selber im Spice-Girls-Film. 2003 spielte sie in der erfolgreichen englischen Serie Burn It die Rolle der Claire. Sie spielte jedoch nur in der ersten Staffel mit. Ebenfalls 2003 spielte sie im englischen Horrorfilm LD 50 Lethal Dose mit, der direkt auf DVD veröffentlicht wurde. 2004 sah man sie an der Seite von Kelly Rowland in der amerikanischen Liebeskomödie The Seat Filler, die von Will Smith mitproduziert wurde. 2006 stand sie neben Jason Flemyng im Thriller Telling Lies vor der Kamera, der am 16. Mai 2007 in Cannes Premiere hatte. Ebenfalls 2006 stand sie für den Kurzfilm Love Thy Neighbor vor der Kamera. Sie stand ebenfalls auf der Bühne und zwar in The Vagina Monologues und dem Musical Rent.

## Privatleben
Am 13. September 1998 heiratete Brown den Tänzer Jimmy Gulzar; gemeinsam haben sie eine Tochter (* 21. Februar 1999). Die Ehe wurde 2001 wieder geschieden. Aus einer kurzzeitigen Beziehung mit dem US-amerikanischen Schauspieler Eddie Murphy hat sie ihre zweite Tochter (* 3. April 2007). Nachdem Murphy medienwirksam die Vaterschaft bezweifelt hatte, bewies ein DNS-Test am 11. Juni 2007 in einem Krankenhaus in Beverly Hills das Gegenteil.
Am 6. Juni 2007 heiratete sie den Musikproduzenten Stephen Belafonte. Mit Belafonte hat sie ebenfalls eine Tochter (* 1. September 2011).
Im Dezember 2017 ließen sich Brown und Belafonte scheiden. Am 5. Juli 2025 heiratete sie den 13 Jahre jüngeren Friseur Rory McPhee in der Londoner St. Paul's Cathedral.
Im August 2018 ließ sie sich in eine Entzugsklinik einweisen; als Grund wurde eine posttraumatische Belastungsstörung angeführt.

## Berufliches
Im Juli 1998 interviewte Brown den Musiker Prince, der damals das Album Newpower Soul veröffentlichte.
Von September bis November 2007 war Melanie Brown Teilnehmerin der US-TV-Tanzshow Dancing with the Stars (amerikanische Version von Let’s Dance). Im Finale am 27. November erreichte sie mit ihrem Tanzpartner Maksim Chmerkovskiy den zweiten Platz.
Am 7. April 2008 stellte Brown ihre eigene Modelinie Catty Couture (deutsch: „Katzenhafte Mode“) im California Market Centre in Los Angeles vor, die aus Damenoberteilen, Jacken und Röcken mit aufgedruckten Tiermotiven bestand. Im selben Jahr machte sie Werbung für die britische Unterwäschenmarke Ultimo.
Sie war im Juni 2008 als Moderatorin der Talentshow The Singing Office zu sehen. Zusammen mit Joey Fatone (*NSYNC) überraschte sie Büros, um dort einen spontanen Gesangswettbewerb zu veranstalten.
Im September 2008 veröffentlichte sie eine Fitness-DVD. Von 2013 bis 2018 war sie Jurorin bei der Talentshow America’s Got Talent. 2015 war sie Gastjurorin bei RuPaul’s Drag Race. 2021 nahm sie als Seahorse an der zweiten Staffel der britischen Version von The Masked Singer teil, in der sie den elften von zwölf Plätzen belegte. Im Juni 2023 war sie Jurorin in der Drag-Gesangswettbewerbssendung Queen of the Universe.

## Filmografie
- 1997: Spiceworld – Der Film (Spice World)
- 2003: LD 50 Lethal Dose
- 2003: Burn It (BBC-Fernsehserie)
- 2004: The Seat Filler
- 2005: Telling Lies
- 2006: Love Thy Neighbor
- 2011: Secret Diary of a Call Girl (1 Episode)

## Diskografie

### Studioalben
| Jahr | Titel              | Höchstplatzierung, Gesamtwochen, AuszeichnungChartplatzierungen (Jahr, Titel, Platzierungen, Wochen, Auszeichnungen, Anmerkungen) | Höchstplatzierung, Gesamtwochen, AuszeichnungChartplatzierungen (Jahr, Titel, Platzierungen, Wochen, Auszeichnungen, Anmerkungen) | Anmerkungen                           |
| Jahr | Titel              | DE | UK | Anmerkungen                           |
| ---- | ------------------ | --- | --- | ------------------------------------- |
| 2000 | Hot                | DE69 (1 Wo.)DE | UK28 Silber · (2 Wo.)UK | Erstveröffentlichung: 9. Oktober 2000 |
| 2005 | L.A. State of Mind | — | — | Erstveröffentlichung: 27. Juni 2005   |

### Singles
| Jahr | Titel Album            | Höchstplatzierung, Gesamtwochen, AuszeichnungChartplatzierungen (Jahr, Titel, Album, Platzierungen, Wochen, Auszeichnungen, Anmerkungen) | Höchstplatzierung, Gesamtwochen, AuszeichnungChartplatzierungen (Jahr, Titel, Album, Platzierungen, Wochen, Auszeichnungen, Anmerkungen) | Höchstplatzierung, Gesamtwochen, AuszeichnungChartplatzierungen (Jahr, Titel, Album, Platzierungen, Wochen, Auszeichnungen, Anmerkungen) | Anmerkungen                                                              |
| Jahr | Titel Album            | DE | CH | UK | Anmerkungen                                                              |
| ---- | ---------------------- | --- | --- | --- | ------------------------------------------------------------------------ |
| 1998 | I Want You Back –      | DE37 (12 Wo.)DE | CH25 (9 Wo.)CH | UK1 Silber · (9 Wo.)UK | Erstveröffentlichung: 7. September 1998 feat. Missy „Misdemeanor“ Elliot |
| 1999 | Word Up –              | — | — | UK14 (8 Wo.)UK | Erstveröffentlichung: 28. Juni 1999 als Melanie G.                       |
| 2000 | Tell Me Hot            | DE98 (1 Wo.)DE | CH66 (6 Wo.)CH | UK4 (7 Wo.)UK | Erstveröffentlichung: 25. September 2000                                 |
| 2001 | Feels So Good Hot      | DE62 (9 Wo.)DE | CH88 (3 Wo.)CH | UK5 (8 Wo.)UK | Erstveröffentlichung: 19. Februar 2001                                   |
| 2001 | Lullaby Hot            | — | — | UK13 (4 Wo.)UK | Erstveröffentlichung: 4. Juni 2001                                       |
| 2005 | Today LA State of Mind | — | — | UK41 (1 Wo.)UK | Erstveröffentlichung: 13. Juni 2005                                      |

Weitere Singles
- 2013: Once In My Life (als Mel B.)

## Videospiele
Brown ist in zwei Videospielen des Genres Virtuelle Fitness vertreten, im Spiel „Get Fit with Mel B.“ führt sie Videos vor, das Spiel gibt es für die Playstation 3, Xbox 360 und Nintendo Wii. Im Spiel „mein Fitness-Coach Club“ sieht man Mel B. nur auf dem Cover des Spiels, im Spiel ist jedoch ihre Stimme und eine virtuelle Figur, die sie darstellen soll, das Spiel erschien für die Wii und PS3.

## Veröffentlichungen
- Melanie B: Catch a Fire: The Autobiography Headline Book Publishing, September 2002. ISBN 978-0-7553-1062-3.